# Mompha schrankella
Mompha schrankella é uma espécie de mariposa do gênero Mompha pertencente à família Coleophoridae.